# Ghetto (singel Akona)
Ghetto – drugi singel senegalskiego rapera Akona z jego debiutanckiego albumu zatytułowanego Trouble. Piosenka osiągnęła 90. pozycję na Billboard Hot 100, a teledysk do utworu był rejestrowany w New Jersey.

## Lista utworów
US Promo CD Single
1. "Ghetto" - 3:57
2. "Ghetto" (Remix) - 4:27

US 12" Vinyl
1. "Ghetto" - 3:57
2. "Ghetto" (Reggaeton Remix) (Feat. Tego Calderón, Ali B & Yes R) - 5:40
3. "Ghetto" (International Remix) (Feat. Ali B & Yes R) - 4:17
4. "Ghetto" (Instrumental) - 3:57

Dutch 3CD Single Set
- CD1

1. "Ghetto" (International Remix) (Feat. Ali B & Yes R) - 4:17
2. "Ghetto" (Live On The Box, Amsterdam) - 3:46
3. "Ghetto" (International Remix) (Feat. Ali B & Yes R) (Video) - 4:23

- CD2

1. "Ghetto" (International Remix) (Feat. Ali B & Yes R) - 4:17
2. "Lonely" (Live On The Box, Amsterdam) - 3:41
3. "Locked Up" (Live On The Box, Amsterdam) - 2:58

- CD3

1. "Ghetto" (International Remix) (Feat. Ali B & Yes R) - 4:17
2. "Ghetto" (Reggaeton Remix) (Feat. Tego Calderon, Ali B & Yes R) - 5:40
3. "Ghetto" (Reggaeton Remix) (Feat. Tego Calderon, Ali B & Yes R) (Video) - 5:40